# Chalenata noxia
Chalenata noxia är en fjärilsart som beskrevs av William Schaus 1911. Chalenata noxia ingår i släktet Chalenata och familjen nattflyn. Inga underarter finns listade i Catalogue of Life.